# Aetna
Aetna (řecky: Αἴτνη) je v řecké a římské mytologii sicilská nymfa. Podle Alkima je dcerou Úrana a Gaii nebo Briarea. Simónidés z Keu řekl že působila jako arbitr při rozhodování o držení Sicílie mezi bohem Héfaistem a bohyní Démétér. S Diem nebo Héfaistem zplodila Paliky. Věřilo se že je po ní pojmenována sopka Etna pod níž Zeus pohřbil Týfóna, Enkelada nebo Briarea.
Sopka sama je považována za místo ukování Diových blesků Héfaistem a Kyklopy.